# Lagoa
Lagoa község és település Portugáliában, Faro kerületben fekszik. A település területe 88,25 négyzetkilométer. Lagoa lakossága 22 975 fő volt a 2011-es adatok alapján, melyből 6100 fő városlakó. A településen a népsűrűség 180 fő/ négyzetkilométer. A település jelenlegi vezetője Francisco José Malveiro Martins.
A község négy települést foglal magába:
- Estômbar e Parchal
- Ferragudo
- Lagoa e Carvoeiro
- Porches

## Története
Néhány történelmi forrás alapján a legkorábbi települések a környéket borító kisebb tavak mentén alakultak ki, melyeknek köszönhetően a vidék igen termékeny földdel rendelkezik. Számos menhirt találni itt a történelem előtti időkből. Algarve régió egészét a mórok foglalták el a nyolcadik században, amikor észak felé terjeszkedve elfoglalták az Ibériai-félsziget jelentős részét.
Amikor a területet a 12. században a keresztény csapatok visszafoglalták az a Portugál Királyság részévé vált. A 14. században a kedvező folyamatok együtthatása gyors fejlődést eredményezett. Az 1755-ös Lisszaboni földrengés viszonylag kevés kárt okozott, ugyanakkor a felújítások során számos építészeti emlék megsemmisült a korábbi időkből. Régebbi épületek csak Estômbar és Porches településeken maradtak fenn.
A partok mentén sokáig kalózok és fosztogatók garázdálkodtak, amelynek következtében számos védmű épült a partvidéken, például Nossa Senhora da Rocha, Carvoeiro és São João de Ferragudo erődjei.
Egy viszonylag hosszabb időszak során a községet Silvesből irányították.
A helyi gazdaság alapjait a helyi tényezők mai napig formálják. Fontos gazdasági ágak a községben a mezőgazdaság, a borászat, a halászat, a könnyűipar, valamint az utóbbi évtizedekben egyre nagyobb teret nyer az idegenforgalom a gazdaság ágazatain belül. 

## Földrajza
Lagoa községben számos strand található, melyek az utóbbi évtizedekben jelentős fejlődésen mentek keresztül az infrastruktúra, a megközelíthetőség, a víz tisztasága és a környezetvédelem terén. Napjainkban már sikeresen megállják helyüket az ismertebb strandokkal (Portimão és Albufeira) összevetve is. Legnagyobb strandjai a következők:
Sablon:Div col
- Praia de Albandeira
- Praia da Angrinha
- Praia do Barranco
- Praia do Barranquinho
- Praia de Benagil
- Praia dos Caneiros
- Praia do Carvalho
- Praia de Carvoeiro
- Praia da Cova Redonda
- Praia de Ferragudo
- Praia Grande
- Praia do Levante
- Praia da Marinha
- Praia do Mato
- Praia do Molhe
- Praia Nova
- Praia da Senhora da Rocha
- Praia do Pintadinho
- Praia dos Tremoços
- Praia do Vale de Centeanes

Sablon:Div col end

## Fordítás
Ez a szócikk részben vagy egészben  a   Lagoa, Algarvé című angol Wikipédia-szócikk ezen változatának fordításán alapul.  Az eredeti cikk szerkesztőit annak laptörténete sorolja fel. Ez a jelzés csupán a megfogalmazás eredetét és a szerzői jogokat jelzi, nem szolgál a cikkben szereplő információk forrásmegjelöléseként.